# D'Arrest (kráter na Phobosu)

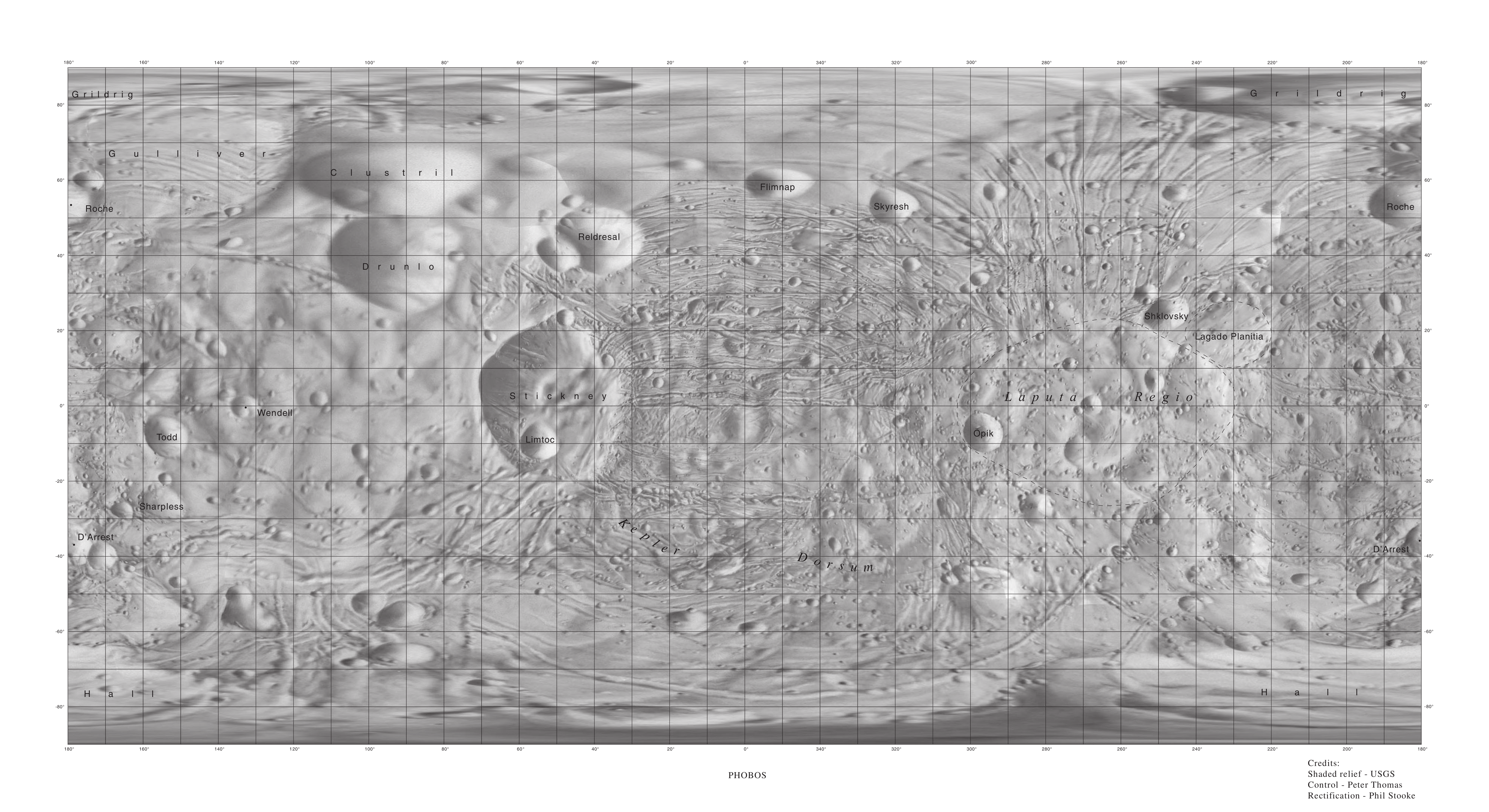
Mapa Phobosu s kráterem D'Arrest.

D'Arrest je impaktní kráter na Phobosu, měsíci planety Mars. Jeho střední souřadnice činí 39° jižní šířky a 179° západní délky, má průměr cca 2 kilometry. Je pojmenován Mezinárodní astronomickou unií po dánsko-německém astronomovi Heinrichu Louisi d'Arrestovi známém zejména díky svým pracím o kometách a planetkách.